# オライリー・ジャパン
オライリー・ジャパン（英: O'Reilly Japan, Inc）はコンピュータ技術書籍の翻訳や企画、出版を行う出版社である。

## 概要
1995年12月12日設立。アメリカ合衆国のオライリーメディアが100%出資している。

## 所在地
- 東京都港区西新橋一丁目18番6号　クロスオフィス内幸町10階